# زبدة الكاكاو

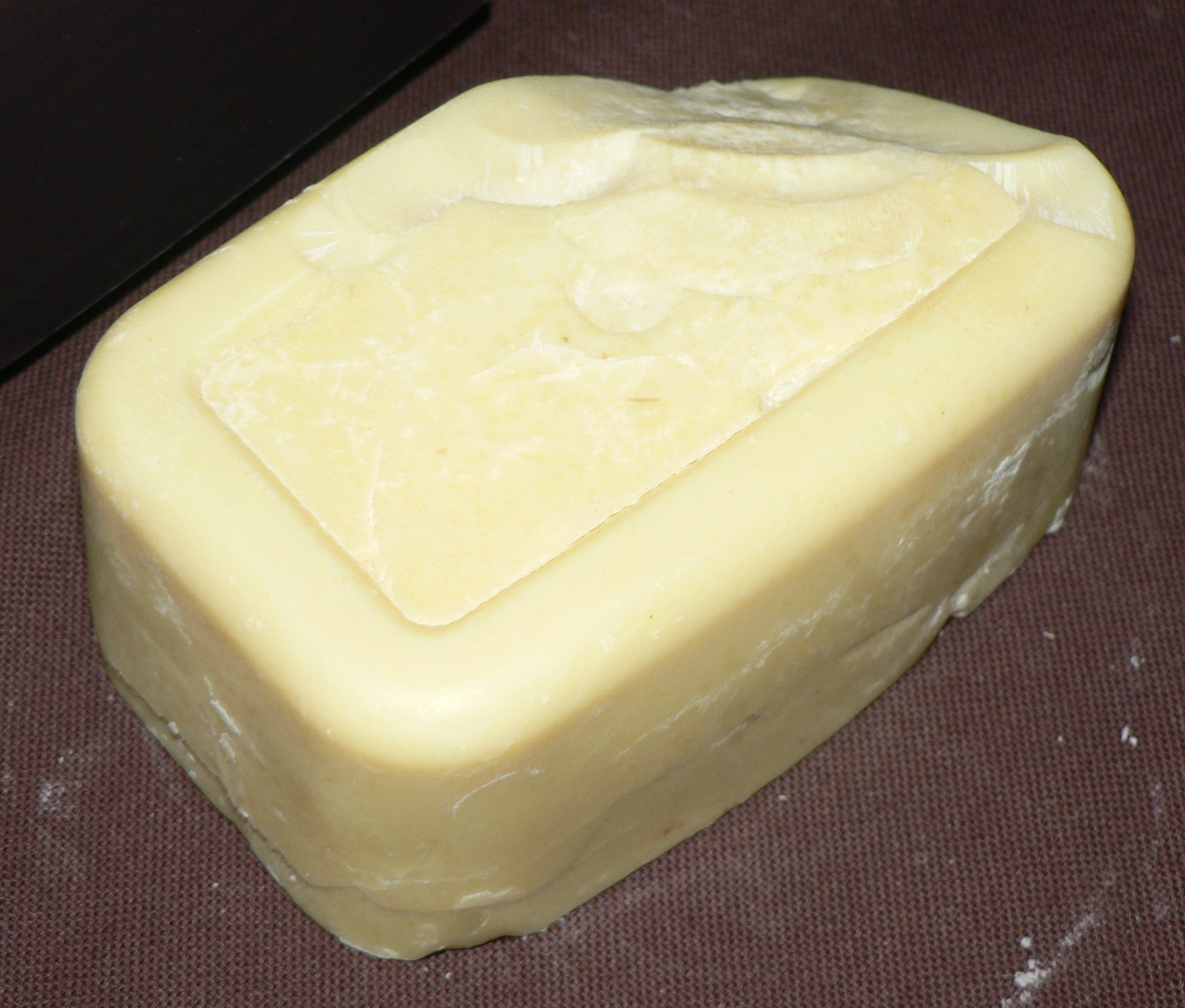
زبدة كاكاو الخام

زبدة الكاكاو (وتسمى أيضًا بزيت الثيوبروما)[بحاجة لمصدر] هي دهون نباتية مستخرجة من حبوب الكاكاو لونها أصفر باهت لكنها صالحة للأكل. تُستخدم لصنع الشوكولاته وتدخل في تحضير بعض المراهم ومواد التجميل والمستحضرات الصيدلانية. تحمل زبدة الكاكاو نكهة الكاكاو ورائحته.

## تكوين زبدة الكاكاو واستخراجها
تحتوي زبدة الكاكاو على نسبة عالية من الدهون المشبعة، المشتقة من أحماض ستيريك وبالميتيك. زبدة الكاكاو ليست كالكاكاو على هيئته الصلبة لأن كمية الكافيين والثيوبرومين ضئيلة فيها

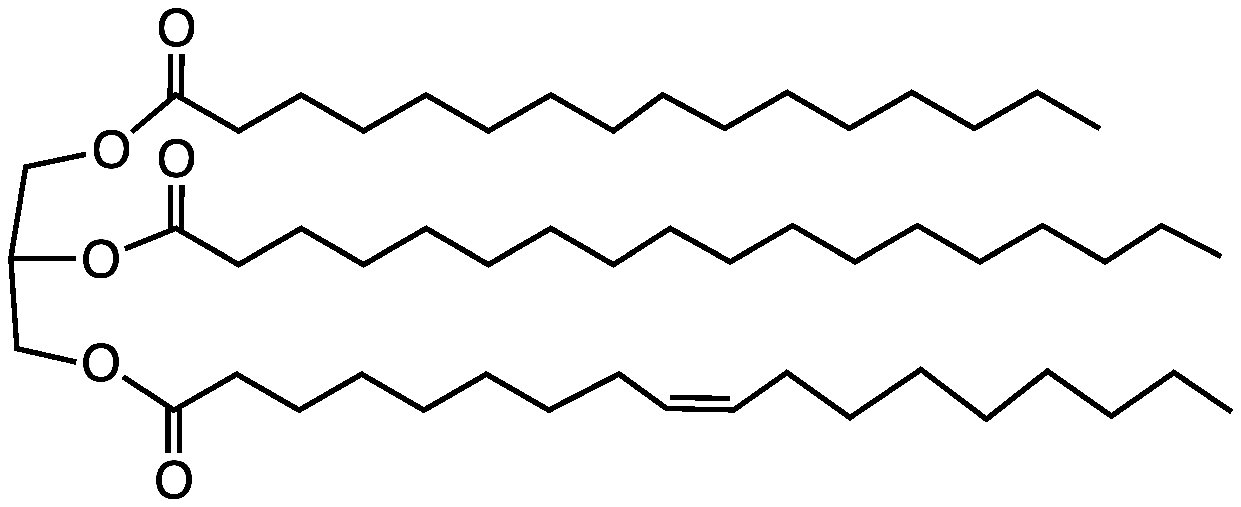
ان المكون الأساسي لزبدة الكاكاو هو الدهون الثلاثية المشتقة من حمض البالميتيك وحمض الستيريك وحمض الأوليك

يتم الحصول على زبدة الكاكاو من حبوبها وذلك عن طريق تخميرها ثم تحميرها على النار ومن بعد ذلك تقشيرها حيث يبقى حوالي 54–58 ٪ من زبدة الكاكاو ويتم ضغط الشوكولاته الخامة لفصل زبدة الكاكاو عن المواد الصلبة. تستخدم عملية بروما Broma لاستخراج زبدة الكاكاو من حبوب الكاكاو. ونظرًا لرائحة زبدة الكاكاو الشديدة وطعمها غير المرغوب
فيه فإنه يتم إزالتها عادة.

## زبدة الكاكاو المغشوشة
بعض مصنعو المواد الغذائية يستخدمون مواد بديلة أقل تكلفة مثل الزيوت النباتية والدهون بدلاً من زبدة الكاكاو. هنالك العديد من الأساليب التحليلية لاختبار زبدة الكاكاو المخففة (المغشوشة)، فيتم تمييز زبدة الكاكاو المغشوشة بلونها الخفيف وتفلورها عند تعرضها للأشعة فوق البنفسجية. وتختلف زبدة الكاكاو عن الزبدة المغشوشة في أنها تكون دبقة وتحتوي بشكل أكبر على مواد غير قابل للتصبّن.

## استخداماتها
تدخل زبدة الكاكاو كأحد المقومات الرئيسية في عمل جميع أنواع الشوكولاته (الشوكولاتة البيضاء والشوكولاتة بالحليب والشوكولاتة الداكنة). ما زال هذا الاستخدام يؤثر على استهلاك زبدة الكاكاو.
كما أن شركات الأدوية تستخدم خصائص زبدة الكاكاو الفيزيائية لأنها مادة صلبة غير سامة وتذوب في درجة حرارة الجسم لذلك فهي تعتبر مادة مثالية في التحاميل الطبية.

### فوائد زبدة الكاكاو للجسم وصحته
- تنعيم الجلد، والمساعدة على تخفيف بعض حالات الجلد، مثل الالتهاب الجلدي، إلى جانب احتوائها على مواد مُضادة للأكسدة تُساعد على زيادة عمر مُستحضرات التجميل.
- منع جفاف الجلد الذي يُسبب الحكة، والانتفاخ، والوجع، كما يُمكن استخدامها لمُعالجةِ الشفاه المُتشققة.

## خصائصها الفيزيائية
إن الشكل الأكثر شيوعاً من زبدة الكاكاو تكون درجة حرارة انصهاره 34–38 درجة مئوية (93–101 °) حيث أن تقديم الشوكولاتة الصلبة في درجة حرارة الغرفة يذوب بسهولة داخل الفم.